# Akur
Akur (en rus: Акур) és un poble (un possiólok) del krai de Khabàrovsk, a Rússia, que el 2012 tenia 23 habitants. Pertany al districte rural de Vàninski.